# Christopher Markus và Stephen McFeely
Christopher Markus và Stephen McFeely là hai nhà biên kịch và sản xuất phim người Mỹ. Cả hai được biết đến qua những tác phẩm trong Vũ trụ Điện ảnh Marvel, bao gồm các phim điện ảnh như ba bộ phim Captain America (Kẻ báo thù đầu tiên, Chiến binh mùa đông và Nội chiến siêu anh hùng), Thor 2: Thế giới Bóng tối, Avengers: Cuộc chiến vô cực, v.v. Họ cũng là biên kịch của loạt phim Biên niên sử Narnia.

## Danh sách phim

### Điện ảnh
| Năm  | Tựa phim                                              | Đạo diễn             | Ghi chú                                                           |
| ---- | ----------------------------------------------------- | -------------------- | ----------------------------------------------------------------- |
| 2004 | The Life and Death of Peter Sellers                   | Stephen Hopkins      |                                                                   |
| 2005 | Biên niên sử Narnia:Sư tử, Phù thủy và cái Tủ áo      | Andrew Adamson       |                                                                   |
| 2007 | You Kill Me                                           | John Dahl            |                                                                   |
| 2008 | Biên niên sử Narnia: Hoàng tử Caspian                 | Andrew Adamson       |                                                                   |
| 2010 | Biên niên sử Narnia: Hành trình trên tàu Dawn Treader | Michael Apted        |                                                                   |
| 2011 | Captain America: Kẻ báo thù đầu tiên                  | Joe Johnston         |                                                                   |
| 2013 | Pain & Gain                                           | Michael Bay          |                                                                   |
| 2013 | Thor 2: Thế giới bóng tối                             | Alan Taylor          |                                                                   |
| 2014 | Captain America 2: Chiến binh mùa đông                | Anthony và Joe Russo | Còn được ghi nhận là các "SHIELD Interrogator"                    |
| 2014 | Vệ binh dải Ngân Hà                                   | James Gunn           | Chỉ polish kịch bản                                               |
| 2016 | Captain America: Nội chiến siêu anh hùng              | Anthony và Joe Russo |                                                                   |
| 2018 | Avengers: Cuộc chiến vô cực                           | Anthony và Joe Russo | Còn được ghi nhận là "Thư kí Ross' Aide" (chỉ có Stephen McFeely) |
| 2019 | Avengers: Hồi kết                                     | Anthony và Joe Russo |                                                                   |

### Truyền hình
- Agent Carter (sáng lập, biên tập, sản xuất) (2015–2016)